# Lijst van opperrabbijnen van Rotterdam
Dit is een lijst van (opper)rabijnen van Rotterdam
| Ambtsperiode    | Naam opperrabbijn                       | Bijzonderheden                                                      |
| --------------- | --------------------------------------- | ------------------------------------------------------------------- |
| 1648 - ±1672    | Josia Pardo                             | opperrabbijn van de Sefardiem en Asjkenaziem in Rotterdam           |
| 1674 - ca. 1700 | Juda Löb ben Rabbi Sjelomo              |                                                                     |
| ca. 1700 - 1708 | Juda Löb ben Rabbi Efraim Asjer Ansel   | Voordien 1e Opperrabbijn van Londen                                 |
| 1708 - 1736     | Sjelomo ben Rabbi Mordechaj (Lipschütz) | Voordien Opperrabbijn in Den Haag                                   |
| 1737 - 1754     | Juda ben Rabbi Sjelomo (Lipschütz)      | opvolger van zijn vader                                             |
| 1754 - 1779     | Abraham ben Rabbi Juda (Lipschütz)      | opvolger van zijn vader                                             |
|                 |                                         | Juda Aryeh Leib Eger zoon van Akiba Eger I, gevraagd maar geweigerd |
| 1781 - 1809     | Levy Hijman Breslau                     | Auteur Penee Arjeh                                                  |
| 1809 - 1813     | Marcus Lissa                            | wnd. samen met Wolf ben Feiwisj Mezrits                             |
| 1813 - 1833     | Elias Casriël                           | achterkleinzoon van Sjelomo Lipschütz                               |
| 1834 - 1845     | Emanuel Joachim Löwenstam               | kleinzoon van Levy Heijman Breslau                                  |
| 1845 - 1848     | Marcus Löwenstam                        | a.i., kl.zoon van Levy Heijman Breslau                              |
| 1848 - 1850     | B.S. Berenstein                         | a.i., genoemd rebbe Beer, opperrabbijn van Den Haag                 |
| 1850 - 1870     | Dr. Joseph Isaacsohn                    | Schoonzoon van Rabbi Jacob Ettlinger                                |
| 1870 - 1885     | B.S. Berenstein                         | a.i., genoemd rebbe Beer, opperrabbijn van Den Haag                 |
| 1885 - 1928     | Dr. Bernhard Ritter                     |                                                                     |
| 1928 - 1930     | S.J.S. Hirsch                           | a.i., opperrabbijn te Zwolle                                        |
| 1930 - 1945     | Aäron Barend (Bernard) Davids           | Gedeporteerd, omgekomen in Bergen-Belsen                            |
| 1945 - 1954     | Justus Tal                              | wnd., opperrabbijn van Amsterdam                                    |
| 1954 - 1959     | S.A. Rodrigues Pereira                  | wnd.                                                                |
| 1959 - 1971     | Lou Vorst                               | Vanaf 1946 rabbijn, vanaf 1959 opperrabbijn.                        |
| 1971 - 1974     | Daniël Kahn                             |                                                                     |